# Mazaria propinqua
El pijuí ventriblanco (Mazaria propinqua), también denominado colaespina ventriblanca (en Ecuador), chamicero buchiblanco (en Colombia), pijuí de vientre blanco o cola-espina de vientre blanco (en Perú), es una especie de ave paseriforme de la familia Furnariidae, la única perteneciente al género monotípico Mazaria (anteriormente incluida en Synallaxis). Es nativa de la cuenca amazónica en América del Sur.

## Distribución y hábitat
Se distribuye en el este de Ecuador (bajo Río Aguarico, ríos  Napo y Pastaza), noreste del Perú (ríos Napo, Amazonas, Ucayali), extremo sureste de Colombia (islas del Amazonas), Brasil (localmente a lo largo del Amazonas hacia el este hasta el Tocantins, también en el bajo Branco, medio Juruá, alto Madeira) y noreste de Bolivia (bajo Río Beni). Registros recientes en el estado de Amapá (Brasil). Existen registros antiguos en la Guayana francesa (Río Oiapoque).
Esta especie es considerada localmente bastante común en su hábitat natural, los matorrales de crecimiento joven en las islas ribereñas arenosas efímeras de la cuenca amazónica hasta los 300 m de altitud. Prefiere los crecimientos jóvenes de cañas Gynerium.

## Descripción
Mide 16  cm. Por arriba es pardo grisáceo con alas y cola en rufo contrastante; las plumas de la cola son deshilachadas y puntiagudas. Presenta una gran mancha negra en la baja garganta (algunas veces conspícua); pecho gris y medio ábdomen blanco.

## Comportamiento
Solitario o en pares, se arrastra en el suelo o poco arriba, raramente dejando la cobertura vegetal. A pesar de ser bastante común en las islas ribereñas, poco se conoce de sus movimientos sazonales, pero durante la estación lluviosa, muchos de sus hábitats naturales pueden ser inundados, o algunas veces completamente cubiertos por agua, sin embargo, no hay registros de esta especie fuera de las islas. Puede ser sintópico con Synallaxis gujanensis y Synallaxis albigularis.

### Alimentación
Su dieta consiste de artrópodos que busca principalmente en los pequeños tallos, también en el follaje, entre un a dos metros del suelo, raramente descendiendo hasta el suelo.

### Vocalización
El canto más frecuente es un extraño, nasal y de bajo tono «ch-r-r-r-r-r-r-r-r». También da un canto más lento, raspante «kriinh-kriinh-kre-kre-kre»; aves más agitadas pueden acelerar el canto pareciendo un «churr» de Laterallus.

## Sistemática

### Descripción original
La especie M. propinqua fue descrita por primera vez por el ornitólogo austríaco August von Pelzeln en 1859 bajo el nombre científico «Synallaxis propinqua»; la localidad tipo es: «Río Madeira abajo de la desembocadura del Mahissy (=Río Igarapé Maici), Rondônia, Brasil».

### Etimología
El nombre genérico femenino «Mazaria» conmemora al ornitólogo argentino Juan Mazar Barnett (1975-2012); y el nombre de la especie «propinqua», proviene del latín «propinquus»: pariente, similar, vecino.

### Taxonomía
Es monotípica.
La presente especie estuvo incluida en el género Synallaxis hasta recientemente (2014). Los estudios de genética molecular de Claramunt (2014) encontraron que es hermana de Schoeniophylax phryganophilus, y que juntas forman un clado con Certhiaxis. Esta relación cercana entre M. propinqua, un especialista de las islas de los ríos amazónicos, y S. phryganophilus, de la región de la cuenca del río Paraná, revela un nuevo patrón biogeográfico compartido por al menos otros cuatro pares de taxones con ecología y distribución similares. Los robustos resultados obtenidos, llevaron a la descripción de un nuevo género monotípico, exclusivo para la presente especie: Mazaria Claramunt, 2014. Este cambio taxonómico ha sido adoptado por las principales clasificaciones, como Clements Checklist/eBird, Aves del Mundo (HBW), Birdlife International (BLI), el Comité Brasileño de Registros Ornitológicos (CBRO), en la Lista de aves de Brasil - 2015, el Comité de Clasificación de Sudamérica (SACC), que aprobó el cambio en la Propuesta N° 717, y el Congreso Ornitológico Internacional (IOC).